# Leonhard von Keutschach
Leonhard von Keutschach (asi 1442 – 8. července 1519 Salcburk) byl kníže-arcibiskup Salcburského knížecího arcibiskupství.

## Život
Narodil se pravděpodobně ve Viktringu, jako syn Otta z Keutschachu, soudce u panského soudu (Hofrichter), a Gertrudy z Möderndorfu. Rodina Keutschachů pochází ze severního břehu jezera Keutschach. Jejich rodinným erbem je bílá vodnice na černém poli.
Leonhard započal svou církevní kariéru jako kanovník augustiniánského řádu a později probošt kláštera Eberndorf. V roce 1490 byl povýšen na probošta salcburské kapituly a o pět let později (1495) byl zvolen za knížete-arcibiskupa. V roce 1498 znovu vypudil salcburské židy, kteří se opět vrátili do oblasti po předchozím vyhnání v roce 1404. Ve stejném roce nechal zbourat také židovské synagogy v Salcburku a Halleinu.
Město Salcburk trápila od roku 1481 politická nestabilita, kterou nepřímo způsobil císař Fridrich III. Habsburský tím, že občanům města daroval právo volit si vlastní městský koncil a starostu. V roce 1511 ukončil tyto nepokoje Leonhard. Sezval si starostu a konšele na galavečeři a následně je uvěznil a přinutil se vzdát jejich práv. Svou pozici si Leonhard upevňoval nepotismem, kdy do klíčových pozic dosazoval své příbuzné. Přesto musel na pozici biskupa koadjutora přijmout Matyáše Langa z Wellenburgu, bývalého sekretáře císaře Maxmiliána I. Habsburského.

## Zajímavosti
V roce 1504 vydal arcibiskup Leonhard jednu z evropských prvních vyhlášek, které měly oficiálně chránit ohrožené živočišné druhy, včetně ibise skalního , který však i přesto byl ve střední Evropě vyhuben.